# Aecon
Die Aecon Group Inc. ist Kanadas größtes börsennotiertes Bau- und Infrastruktur-Unternehmen sowie einer der 50 größten Arbeitgeber des Landes. Das Unternehmen baut und entwickelt seit 1910 Bau- und Infrastruktur-Projekte in verschiedenen Teilen der Welt. Das Unternehmen erhielt diverse Preise für im Bau befindliche bzw. abgeschlossene Bauprojekte.

## Projekte
Das Unternehmen hat unter anderem an folgenden Projekten mitgewirkt bzw. ist am mitwirken:
- die kanadische Ford Hauptzentrale
- der neue Flughafen von Quito, New Quito International Airport
- die Entwicklung der Terminals 1 & 2 am Flughafen Toronto
- diverse Autobahnen, z. B. in Kanada und Israel
- der CN Tower in Toronto
- den Sankt-Lorenz-Seeweg

sowie diverse weitere Bauprojekte, wie z. B. Parks, Energiesysteme, Krankenhäuser, Tunnel und Staudämme.